# ロバート・キング・ハイ
ロバート・キング・ハイ（英語: Robert King High、1924年4月9日 - 1967年8月30日）はアメリカ合衆国の政治家。 マイアミ市長などを務めた。

## 市長当選まで
大工や農家を営む父の元、テネシー州フラットクリークで生まれた。世界恐慌の到来により、家族はチャタヌーガに引っ越した。5歳の時に新聞配達を始めた。10歳の時につけで芝刈り機を買い、芝刈りや食料品とミルクの配達をし、その代金を支払った。後にsoda jerkとして働き、バンドを組織し、彼らがタキシード購入する余裕ができるまでROTCの制服を着ていた。
高校卒業後、専門学校に通い、溶接工の訓練を受けた。その後、造船所で働くためにルイジアナ州ニューオーリンズに引っ越した。第二次世界大戦に米国が参戦して、造船所の仕事を失い、女性用靴屋で働きに行った。すぐにバトンルージュのチェーン店の課長補佐に昇進した。1942年の暮れに、チャタヌーガ大学に入学するためバトンルージュを去った。しかし、すぐ後にアメリカ陸軍航空隊に参加するために学校を去った。基礎訓練中に背中を深刻な怪我を負い、鋼板が背中に埋め込まれた。手術後、軍病院で一年近く過ごした。
1944年に陸軍を除隊し、マイアミに引っ越した。マイアミ大学 (フロリダ州)、後にステッソン大学ロースクールに通った。その後マイアミで弁護士を開業した。すぐにキャデラック、スピードボート、家を購入することが十分な余裕ができた。
1957年、1953年から1955年にマイアミの市長を務めたエイブ・アロノヴィッツから市長への立候補をもちかけられた。アロノヴィッツの支援で、 High ran on a platform of promising nothing but honest government。彼は250.00ドル以上の選挙献金を受け取らなかった。他の候補者が使用していた看板やテレビ広告に費用をかける余裕がなく、毎週金曜日の夜に、ハイの応援者は、マイアミ大学のフットボールチームがホームゲームをしているマイアミ・オレンジボウルの外に自家製のキャンペーンバナーを持って立っていた。予備選挙で5人の候補から2人に絞られ、決選投票で現職市長ランディ・クリスマスを破り、当選した。

## 市長として
市長当選後、汚職対策に取り組み始めた。市会議員のほとんどは反対派で、市長としてできることはわずかであったが、問題点の公表を押し進めた。記者と共にストリップ劇場を訪問し、それが後に店が客をだましていたという一連の報道につながった。彼は古着を着て、さらに記者を伴い、路上でbolita(違法宝くじ) のチケットを買った。1959年に再選され、新しい改革志向の都市委員が参加した。
彼の改革への努力は国民の注目を集め、雑誌ライフによって百人の優秀な若手アメリカ人の1人に選ばれた。新しい市議会の大半と共に、市の保険事業は改革された。以前までの慣例では、市の保険の負担を彼らが選んだ人物誰にでも課されていた。各委員が等しい負担を捻出出来る事を確実にするために、建物は別の会社によって、保険に加入した状態に分けられた。ハイと新委員は、市の保険を競争入札制とした。また、強制的にFlorida Power & Lightの料金を値下げするために、州全体の運動を主導した。マイアミ市がSouthern Bellの電話料金の調査を開始したのち、フロリダ公共サービス委員会はその大幅な割引を命じた。フロリダ東海岸鉄道に対し、assessed property taxesの滞納を支払うことを強制した。任期中、マイアミ市は選挙のための$10,000 spending limitを採用した。スペイン語に堪能で、多数のラテンアメリカへの親善旅行を行い、ラテンアメリカ諸国の国家元首と交換訪問を行った。City Manager メルビン・リースと協力し、マイアミとラテンアメリカとの関係の象徴としてマイアミの繁華街に友情のトーチを設置した。1959年に、米国とキューバ間の旅行を再確立しようとする代表団の一人として、キューバに送られた。代表団はフィデル・カストロに冷たくあしらわれ、約束も破られた。代表団は、最終的に諦めて米国に戻った。キューバ革命が進行し、キューバに対する米国の禁輸などの経済制裁が行われ、キューバ難民が米国に殺到し、マイアミに20万のキューバ難民の受け入れに奔走した。
彼は、公民権の強力な支持者でもあった。市長として、黒人の仕事の不満を聞く委員会を設置した。また、マイアミで昼食カウンターの統合の努力の成功に関与していた。公に知事戦の間Civil Rights Bill of 1964の公共宿泊施設の項のために運動している。Pensacolaでは演説を行った場合殺されるだろうと脅迫を受けていたが、"Segregation is wrong. It is evil and un-American."と群衆に語った。
1963年に39歳で心臓発作を起こしたが、すぐに回復し、市長としての職務に復帰した。

## 知事選立候補
19世紀後半から、フロリダ州知事の任期は4年1期に制限され、大統領選挙と同じ年に選出されていた。1960年代初頭に、強力な共和党の大統領候補と知事戦での投票への影響から、知事選を大統領選挙の中間に行うことにした。移行のために、1964年に選出された知事はわずか2年の任期しかなく、4年の任期を務めるために1966年に再出馬する資格があった。1964年に知事戦に立候補した。同時に大規模な選挙献金の受け取りを拒否することを発表し、traveled the state in a DC-3. Miami Newsは彼を支持する州で唯一の新聞だった。20世紀を通じ、フロリダ州知事戦の民主党の候補者人種差別は支持しており、強力な支持者もいた。1964年の公民権法の公共宿泊施設の項を指示し、人種平等を促進することを約束、その伝統を破った。彼は全アメリカ人の平等な待遇は"most sensible issue of our times"だと言った。民主党予備選で5候補から絞られた2人に残ったが、ジャクソンビル市長Haydon Burnsに敗れ、バーンズがフロリダ州知事(フロリダ州ではレコンストラクション終了後から民主党知事のみ選出されていた。)となった。
1965年6月、マイアミにフットボールチームを置くようにアメリカン・フットボール・リーグを説得し、そのチームは後にマイアミ・ドルフィンズとなった。また1965年、バーンズ知事はフロリダの高速道路建設債券の発行を提案した。それに対して、積極的に反対運動をしたが、失敗に終わった。同年、再選されマイアミ市長としての5期目を迎えた。
"Integrity is the issue"とのスローガンを掲げ、1966年に再び知事に立候補した。バーンズ知事は、ハイ陣営の3人の選挙補佐官がサージェント・シュライバーの元で働いていたことから、ハイ陣営にロバート・ケネディにいると非難したが、ケネディはそれを否定した。彼はジョン・F・ケネディと親しかった。ケネディの1960年アメリカ合衆国大統領選挙で支援を行った最初のフロリダで自由投票で選ばれた役人だからである。バーンズはリンドン・ジョンソン大統領とヒューバート・H・ハンフリー副大統領の支持を受けていると主張したが、ホワイトハウスにより否定された。フロリダ州の多くの保守的な民主党員がハイの人種見地とケネディとの繋がりにより疎外された。また、彼はマイアミ出馬で、マイアミ及びマイアミ・デイド郡は高い税金や自由主義を代表し、フロリダ州の残りの多くの人に恐れ嫌われた。
1966年の予備選期間中に、マイアミ市commissionが空席となった。そこで黒人女性M. Athalie・レンジを任命した。レンジは以前1965年の選挙でも立候補していたが、選挙中の小さな問題発生により僅差で白人男性に敗れていた。彼女はマイアミ市commissionとして最初の黒人だった。二度再選され、後に黒人初のフロリダ州当局局長を務めた。
1964年の選挙では、'black'候補としてのハイに対する白人の人種差別主義者の感情を喚起する試みが行われた。attributed sourceのない資料'Throwaways'が出回った。一つは、"I went all the way with Robert King High"という説明がついたロッカー内の妊娠中の黒人女性を示したものであり、もう一つは、"A poker hand one joker and a pair of Kings."とレッテルを張られたマーティン・ルーサー・キング・ジュニア、ロバート・ケネディとロバート・キング・ハイの写真であった。また、黒人の新聞配達少年達とpickup footballをしているハイの写真は広く流布された。
予備選で再びバーンズに次いで、2位に躍り出た。3位のフロリダ北部農村出身の保守的な政治家スコット・ケリーは、決選投票でハイを支持することで合意したが、積極的な選挙活動を計画していなかった。しかし、バーンズ知事はケリーが50万ドルでバーンズの応援をすることを申し出て、さらにハイがケリーの支援を買っていたと主張した。Miami Newsはハイはたったの$14万しか調達していなかったのに対し、バーンズが選挙のために100万ドルを調達していたことを指摘した。1票当たりバーンズは2.19ドル、ケリーは1.40ドル、ハイは38セントを費やしていた。ケリーはバーンズの主張を"The Big Lie"と呼び、決選投票で積極的にハイの応援を行った。
決選投票では、バーンズの地元ジャクソンビルで全体の43％を獲得するなど、大勝した。ケリーは本選挙でも積極的に応援を行い、ハイ＆ケリーの選挙スタッフ、さらにはバーンズのスタッフの一部も選挙に参加したが、両者の中は非常によくなかった。バーンズはハイの支援を拒否し、何人かの (independently-elected) Florida Cabinet officersは積極的に共和党の候補者クロード・カークを応援した。バーンズは、カークを支持しなかったのに対し、カークは自由に多くの選挙組織を置いた。9月に穏健な自由主義者でハイの選挙事務長であるドン・プチは、スコット・ケリーとの相違を理由に辞任し、保守的なケリーが選挙事務長に就任した。後にその役職は別の穏健な自由主義者ドン・プールボーが引き継いだ。ハイは立ち遅れ、多くの選挙イベントを欠席した。活動は低迷と混乱が見られた。自由主義と保守的両方の民主党員がハイに不満を持った。
共和党の知事候補者クロード・カークは、繰り返しハイを攻撃した。カークは、ハイの市政下でマイアミは犯罪都市となっていた主張した。あるテレビ広告は、暗い部屋の窓に懐中電灯を当て、女性が叫ぶ様子を映し出した。カークはハイを"extreme-liberal"、(超自由主義)、ハイとジョンソンの管理に成功したつながりを"a rubber stamp for Washington, backed by the ultra-liberals"と呼んだ。カークは、"open housing"を望むのか、群衆に尋ね始めた。"Committee for Integrity in Government"からの新しい資料には"Black power is with you 100 percent, Bob, let's march."と題されたハイの漫画が掲載された。カークはプロのビジネスマンとして描かれ、ハイは資本主義のシステムを理解していないと非難した。選挙直前、カークはデイド郡大陪審がハイに不利益となる起訴状や情報を保留にしており、それは選挙に直結するものであったと非難した。しかし、大陪審の陪審長は、未発行の起訴状はなかったと述べた。カークは160,000票を得て、レコンストラクション以来初の共和党選出のフロリダ州知事となった。1年も経たず、1967年8月30日にハイは心臓発作で死亡した。
マイアミでは彼を記念して、ロバート・キング・ハイ公園やロバート・キング・ハイTower Public Housing Facilityが造られている。